# Lukas Steltner
Lukas Steltner est un acteur allemand, né le 14 juillet 1987 à Rostock en Mecklembourg-Poméranie-Occidentale.

## Biographie
C'est à l'époque du lycée que Lukas Steltner se découvre une passion pour le hip-hop. Il fait partie d'un groupe de Breakdance appelé Ultimate Skillz et participe à plusieurs concours à travers l'Allemagne. C'est dans ce cadre qu'il est remarqué par Dominik et Benjamin Reding qui l'engagent dans le rôle principal de leur film Für den unbekannten Hund. 
De 2006 à 2009, il suit une maîtrise d'histoire et de sociologie à l'université Humboldt de Berlin, puis il poursuit sa carrière cinématographique. Il apparaît dans le drame de société Abgebrannt, puis tient le rôle principal du film en partie improvisé de Benjamin Cantu, La Clé des champs, aux côtés de Kai Michael Müller, sorti en 2011. Il fréquente ensuite un atelier-académie de cinéma dans le Bade-Wurtemberg.
Il habite à Berlin.

## Filmographie
- 2013-2014 : Dessau Dancers
- 2012-2013 : Es ist alles O.K
- 2012 : Continuity
- 2011 : Kriegerin (Guerrière)
- 2011 : Abgebrannt
- 2011 : La Clé des champs (Stadt Land Fluss) : Marko
- 2007 : Für den unbekannten Hund

## Distinctions
| Prix                  | Film                     | Année |
| --------------------- | ------------------------ | ----- |
| First Steps           | Kriegerin                | 2011  |
| New Berlin Film Award | Abgebrannt               | 2011  |
| Prix du public        | Für den unbekannten Hund |       |
| Goldener Bieber       | Für den unbekannten Hund |       |